# 1. Liga (Polen) 2004/05
Die 1. Liga 2004/05 war die 71. Spielzeit der höchsten polnischen Fußball-Spielklasse der Herren seit ihrer Gründung im Jahre 1927. Die Saison begann am 30. Juli 2004 und endete am 19. Juni 2005 und es nahmen insgesamt vierzehn Vereine an der Saison 2004/05 teil.
Titelverteidiger war Wisła Krakau, das auch in diesem Jahr den Titel gewinnen konnte. Aufsteiger aus der zweiten polnischen Liga waren Pogoń Stettin, KS Cracovia und Zagłębie Lubin.

## Teilnehmer
An der 1. Liga 2004/05 nahmen folgende 14 Mannschaften teil:
| - Amica Wronki - KS Cracovia (Aufsteiger) - GKS Katowice - Górnik Łęczna - Górnik Zabrze - Dyskobolia Grodzisk - Lech Posen (Pokalsieger 2003/04) - Legia Warschau - Odra Wodzisław - Polonia Warschau - Pogoń Stettin (Aufsteiger) - Wisła Krakau (Meister 2003/04) - Wisła Płock - Zagłębie Lubin (Aufsteiger) |

## Abschlusstabelle
| Pl. | Verein              | Sp. | S  | U  | N  | Tore    | Diff. | Punkte |
| --- | ------------------- | --- | -- | -- | -- | ------- | ----- | ------ |
| 1.  | Wisła Krakau (M)    | 26  | 19 | 5  | 2  | 070:230 | +47   | 62     |
| 2.  | Dyskobolia Grodzisk | 26  | 16 | 3  | 7  | 046:280 | +18   | 51     |
| 3.  | Legia Warschau      | 26  | 13 | 8  | 5  | 042:190 | +23   | 47     |
| 4.  | Wisła Płock         | 26  | 12 | 5  | 9  | 035:300 | +5    | 41     |
| 5.  | KS Cracovia (N)     | 26  | 12 | 4  | 10 | 037:290 | +8    | 40     |
| 6.  | Amica Wronki        | 26  | 10 | 8  | 8  | 029:280 | +1    | 38     |
| 7.  | Górnik Łęczna       | 26  | 10 | 6  | 10 | 036:360 | ±0    | 36     |
| 8.  | Lech Posen (P)      | 26  | 10 | 4  | 12 | 034:400 | −6    | 34     |
| 9.  | Pogoń Stettin (N)   | 26  | 7  | 10 | 9  | 034:430 | −9    | 31     |
| 10. | Polonia Warschau    | 26  | 8  | 5  | 13 | 027:520 | −25   | 29     |
| 11. | Górnik Zabrze       | 26  | 7  | 7  | 12 | 027:300 | −3    | 28     |
| 12. | Zagłębie Lubin (N)  | 26  | 6  | 10 | 10 | 031:410 | −10   | 28     |
| 13. | Odra Wodzisław      | 26  | 7  | 3  | 16 | 027:410 | −14   | 24     |
| 14. | GKS Katowice        | 26  | 4  | 4  | 18 | 023:580 | −35   | 16     |

| (M) | Polnischer Meister 2003/04    |
| (P) | Pokal-Sieger 2003/04          |
| (N) | Aufsteiger der Saison 2003/04 |

## Kreuztabelle
| 1. Liga 2004/05     | Wisla Krakau | Dyskobolia Grodzisk | Legia Warschau | Wisła Płock |     | Amica Wronki | Górnik Łęczna | Lech Posen | Pogoń Stettin | Polonia Warschau | Górnik Zabrze | Zagłębie Lubin | Odra Wodzisław | GKS Katowice |
| ------------------- | ------------ | ------------------- | -------------- | ----------- | --- | ------------ | ------------- | ---------- | ------------- | ---------------- | ------------- | -------------- | -------------- | ------------ |
| Wisła Krakau        |              | 3:0                 | 2:0            | 4:0         | 0:0 | 1:1          | 5:1           | 4:1        | 1:1           | 4:0              | 2:1           | 6:0            | 3:1            | 1:0          |
| Dyskobolia Grodzisk | 2:4          |                     | 3:2            | 1:2         | 3:1 | 4:0          | 0:0           | 1:0        | 2:0           | 5:0              | 3:1           | 3:1            | 1:0            | 3:2          |
| Legia Warschau      | 5:1          | 0:1                 |                | 2:1         | 2:1 | 1:1          | 1:1           | 3:0        | 3:0           | 4:1              | 2:1           | 0:0            | 0:1            | 2:0          |
| Wisła Płock         | 1:1          | 0:1                 | 0:0            |             | 3:0 | 2:0          | 3:0           | 2:1        | 3:2           | 4:1              | 0:0           | 2:0            | 1:0            | 0:0          |
| KS Cracovia         | 0:1          | 2:0                 | 1:0            | 4:0         |     | 0:1          | 0:0           | 2:0        | 4:2           | 2:1              | 0:0           | 1:0            | 2:3            | 2:0          |
| Amica Wronki        | 0:1          | 1:3                 | 1:1            | 2:1         | 3:2 |              | 1:0           | 1:0        | 0:0           | 1:0              | 1:1           | 0:2            | 2:2            | 1:0          |
| Górnik Łęczna       | 2:2          | 2:1                 | 1:2            | 3:2         | 3:1 | 1:0          |               | 2:0        | 1:1           | 1:1              | 2:0           | 2:1            | 1:2            | 4:2          |
| Lech Posen          | 3:1          | 2:2                 | 1:1            | 4:2         | 0:2 | 0:4          | 3:0           |            | 1:1           | 1:1              | 2:1           | 2:0            | 1:0            | 3:1          |
| Pogoń Stettin       | 0:5          | 1:0                 | 1:2            | 2:0         | 1:1 | 1:0          | 2:1           | 3:1        |               | 1:1              | 0:2           | 1:1            | 4:1            | 4:2          |
| Polonia Warschau    | 1:3          | 1:0                 | 0:5            | 1:4         | 2:3 | 1:0          | 1:0           | 0:2        | 3:3           |                  | 2:1           | 1:1            | 1:0            | 2:0          |
| Górnik Zabrze       | 1:3          | 0:1                 | 0:0            | 1:0         | 1:0 | 1:1          | 0:3           | 1:2        | 4:0           | 0:1              |               | 1:1            | 2:0            | 4:1          |
| Zagłębie Lubin      | 1:7          | 1:1                 | 0:0            | 0:1         | 2:5 | 1:1          | 1:0           | 2:0        | 2:2           | 3:0              | 1:1           |                | 1:1            | 7:0          |
| Odra Wodzisław      | 1:2          | 1:2                 | 0:1            | 0:1         | 0:1 | 1:2          | 0:5           | 3:1        | 1:0           | 2:1              | 1:2           | 1:2            |                | 2:2          |
| GKS Katowice        | 0:3          | 1:3                 | 0:3            | 0:0         | 1:0 | 1:4          | 4:0           | 0:3        | 1:1           | 2:3              | 1:0           | 2:0            | 0:3            |              |

### Relegation
Die beiden Relegationsspiele zwischen dem Dreizehnten der 1. Liga und dem Dritten der 2. Liga wurden am 16. Juni 2005 und am 19. Juni 2005 ausgetragen.
| Datum                                          |                | Ergebnis  |                | Tore                                                              |
| ---------------------------------------------- | -------------- | --------- | -------------- | ----------------------------------------------------------------- |
| 16. Juni 2005                                  | Widzew Łódź    | 1:3 (0:0) | Odra Wodzisław | 0:1 Stasiak (55.), 1:1 Pawlak (61.), 1:2, 1:3 Zganiacz (82., 90.) |
| 19. Juni 2005                                  | Odra Wodzisław | 0:1 (0:1) | Widzew Łódź    | 0:1 Egharevba (43.)                                               |
| Gesamt:                                        | Widzew Łódź    | 2:3       | Odra Wodzisław |                                                                   |
| Damit blieb die Odra Wodzisław in der 1. Liga. |                |           |                |                                                                   |

## Torschützenliste
| Pl. | Name                   | Team                | Tore |
| --- | ---------------------- | ------------------- | ---- |
| 01. | Tomasz Frankowski      | Wisła Krakau        | 25   |
| 02. | Maciej Żurawski        | Wisła Krakau        | 24   |
| 03. | Marek Saganowski       | Legia Warschau      | 14   |
| 04. | Piotr Bania            | KS Cracovia         | 12   |
| 04. | Ireneusz Jeleń         | Wisła Płock         | 12   |
| 06. | Bartosz Ślusarski      | Dyskobolia Grodzisk | 10   |
| 07. | Michał Chałbiński      | Górnik Zabrze       | 9    |
| 07. | Jacek Dembiński        | Amica Wronki        | 9    |
| 07. | Piotr Reiss            | Lech Posen          | 9    |
| 07. | Sebastian Szałachowski | Górnik Łęczna       | 9    |
| 07. | Piotr Włodarczyk       | Legia Warschau      | 9    |
| 12. | Marek Zieńczuk         | Wisła Krakau        | 8    |